# 猪熊広次
猪熊 広次（いのくま ひろつぐ）は、日本の実業家、馬主。
東京都品川区東五反田に本社を置く、アプリケーション開発などを手がける株式会社バローズの代表取締役社長。

## 馬主活動

猪熊の勝負服

日本中央競馬会（JRA）および地方競馬全国協会（NAR）に登録する馬主としても知られる。勝負服の柄は白、緑一本輪、白袖、冠名は経営する会社名より「バローズ」を用いる。なお、当初はNARにのみ馬主登録していた。

### 来歴
- 2003年 - 11月30日の2歳新馬戦をブラッドバローズが制し、初勝利。
- 2009年 - アントニオバローズがシンザン記念を制し、重賞競走初制覇。
- 2019年 - ロジャーバローズが東京優駿を制し、GI競走初制覇を達成、ダービーオーナーとなった[2]。
- 2020年 - アランバローズが東京ダービー（SI）を制し、中央に続き南関東でもダービーオーナーとなった[3]。

## 主な所有馬

### GI級競走優勝馬
太字はGI級競走、*は地方重賞を示す。
- ロジャーバローズ（2019年東京優駿）
- アランバローズ（2020年*ゴールドジュニア、*ハイセイコー記念、全日本2歳優駿、2021年*東京ダービー）

### 重賞競走優勝馬
- アントニオバローズ（2009年シンザン記念、東京優駿3着）
- キャンディバローズ（2015年ファンタジーステークス）
- アレスバローズ（2018年CBC賞、北九州記念）
- ボヌールバローズ（2022年*ラブミーチャン記念、2023年*楠賞）
- エルトンバローズ（2023年ラジオNIKKEI賞、毎日王冠）[4]
- アラジンバローズ（2023年*鳥栖大賞、2024年*新春賞、サマーチャンピオン）[5]
- アイアンバローズ（2023年ステイヤーズステークス）
- ウィリアムバローズ（2024年東海ステークス、日本テレビ盃）
- ラジカルバローズ（2024年*東海菊花賞）
- ヤンキーバローズ（2025年ファルコンステークス）[6]

### その他の所有馬
- マイケルバローズ（2007年関屋記念3着、富士ステークス2着、2009年朱鷺ステークス、富士ステークス3着）
- ダイアナバローズ（2009年紫苑ステークス[注 1]）
- ゴールデンバローズ（2015年ヒヤシンスステークス、UAEダービー3着）
- アダムバローズ（2017年若駒ステークス、若葉ステークス）
- ドラゴンバローズ（2017年シリウスステークス2着）
- カイザーバローズ（2022年新潟大賞典2着）
- ヘンリーバローズ（種牡馬）